# Lyocell

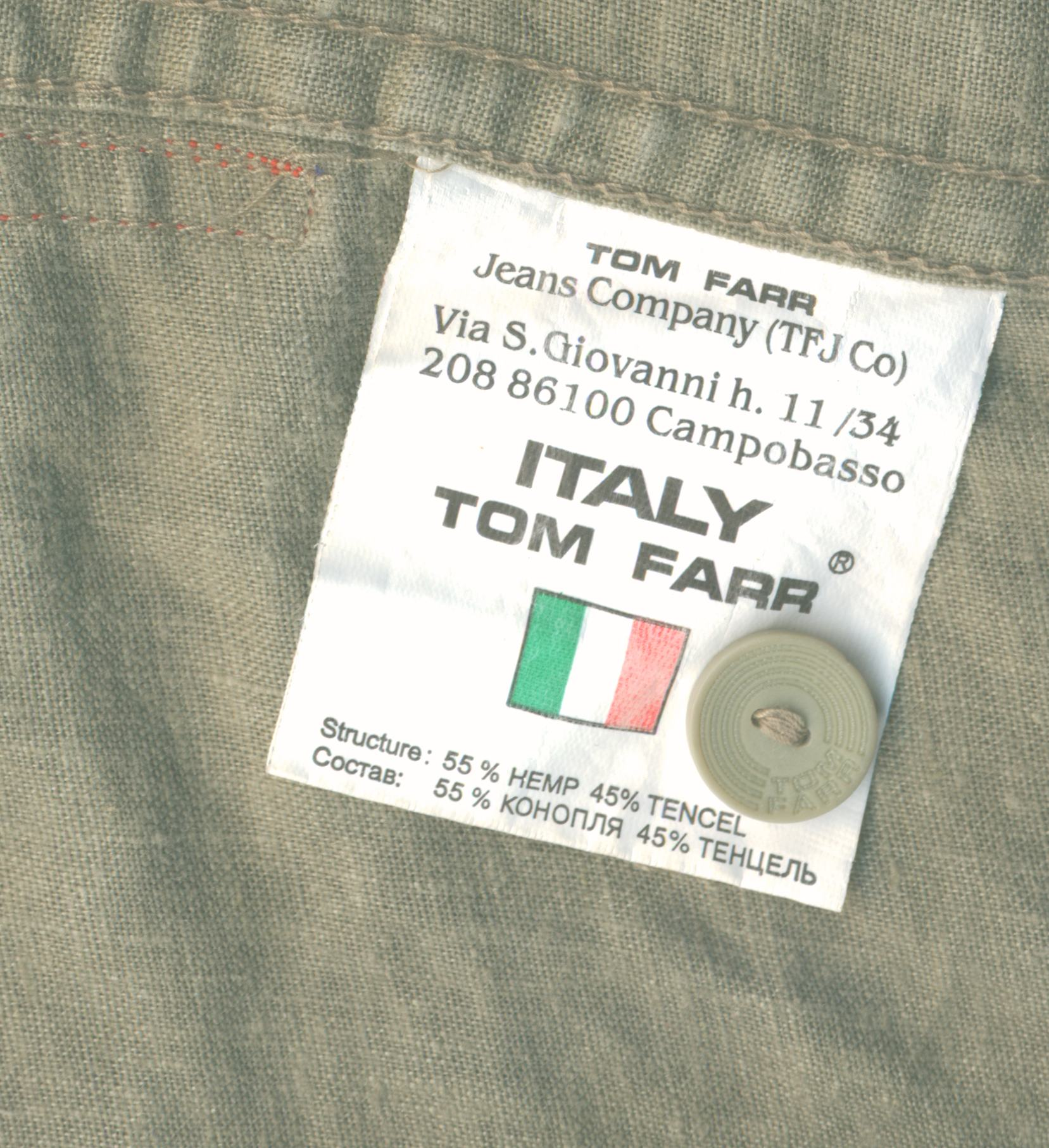
Tencel als bijmenging in jeans.

Lyocell is een kunstmatige vezel op natuurlijke basis. De grondstof voor deze vezel is houtpulp net als voor viscose ofwel rayon terwijl het ook via het natspinproces gesponnen wordt. Het kenmerkende verschil zit in het oplossen van de houtvezels. Bij de viscose is dit geen milieuvriendelijk proces. Er wordt natriumhydroxide, koolstofdisulfide en zwavelzuur gebruikt en er ontstaan schadelijke bijproducten. Koolstofdisulfide is schadelijk voor de gezondheid en licht ontvlambaar.
Deze nadelen heeft men bij lyocell ondervangen door een nieuw oplosmiddel (N-methylmorfoline-N-oxide) te gebruiken en door het proces zo te veranderen dat een gesloten kringloop ontstaat, waarbij het oplosmiddel teruggewonnen wordt.
De eigenschappen van de vezel komen over het algemeen  overeen met die van viscose, maar de sterkte in natte toestand is beter en de vezel kreukt minder. Lyocell wordt onder de merknaam Tencel door de Oostenrijkse firma Lenzing op de markt gebracht.